# Hresivske
Hresivske (în ucraineană Гресівське) este o așezare de tip urban din orașul regional Simferopol, Republica Autonomă Crimeea, Ucraina. În afara localității principale, nu cuprinde și alte sate.

## Demografie
Componența lingvistică a așezării de tip urban Hresivske
     Rusă (88,22%)
     Ucraineană (10,4%)
     Alte limbi (0,68%)
Conform recensământului din 2001, majoritatea populației așezării de tip urban Hresivske era vorbitoare de rusă (88,22%), existând în minoritate și vorbitori de ucraineană (10,4%).